# Tipus de municipis de Rússia
El sistema de classificació dels tipus d'assentament urbà a Rússia (i de l'antiga Unió Soviètica), així com el d'alguns estats post-soviètics és diferent del sistema d'altres països occidentals.

## Classificació moderna de Rússia
Durant l'època de la Unió Soviètica cadascuna de les repúbliques de l'URSS, incloent-hi l'RSFS de Rússia, tenien llur pròpia legislació sobre la classificació de les localitats poblades. Després de la caiguda de la Unió Soviètica, la tasca de desenvolupar i mantenir aquella classificació fou delegada als Subjectes Federals.
Tot i haver-hi algunes peculiaritats en la classificació depenent del Subjecte Federal, encara continua fent-se servir el sistema emprat a la RSFS de Rússia. A tots els Subjectes Federals les localitats habitades es classifiquen en dues grans categories: urbana i rural. Les següents divisions d'aquestes categories varien lleugerament d'un Subjecte Federal a un altre, però segueixen les normes comunes desenvolupades més endavant.

### Localitats urbanes
- Ciutats i pobles (en rus, город - górod): tot i que tradicionalment no hi ha cap paraula diferenciada per dir 'poble' o 'ciutat' (per a tots dos en rus es fa servir górod), es fa servir górod per a les localitats urbanes de més de 100.000 habitants.
- Assentament de tipus urbà (en rus, осёлок городского типа - ossiólok goródskogo tipa): és un tipus més petit de localitat urbana. Aquest tipus d'assentament urbà fou introduït a la Unió Soviètica el 1924, i conté les següents subcategories:
  - Assentaments urbans amb una població entre 3.000 i 12.000 habitants.
    - Assentaments de treball (en rus, рабочий посёлок - rabotxi possiólok): era una població urbana dedicada sobretot a la manufactura industrial.
    - Assentament suburbà (en rus, дачный посёлок - datxni possiólok): principalment era un assentament suburbà amb datxes d'estiu.
    - Assentaments turístics o de serveis (en rus, курортный посёлок - kurortni possiólok): era una població urbana dedicada majoritàriament al turisme, a l'hostaleria i als serveis.

El 1957 els procediments per categoritzar els assentaments de tipus urbà foren redifinits.

### Localitats rurals
Hi ha diversos tipus de localitats rurals, algunes comunes al llarg de tot el territori rus, i d'altres específiques a cada Subjecte Federal. Els tipus de localitats rurals més comuns són:
- Derévnia (en rus деревня): poble, vila.
- Seló (en rus село): poble, vila; l'única diferència amb la derévnia és que el seló tenia una església ortodoxa.
- Assentament (de tipus rural) (en rus посёлок - possiólok): és la designació afegida per als assentaments de població que estaven destinats sobretot a l'agricultura, mentre que possiólok pròpiament indica una població mixta que treballa en l'agricultura i en la indústria.
- Stanitsa (en rus станица): històricament és una localitat rural cosaca. Avui dia el nom significa bàsicament 'poble'.
- Possiólok (en rus посёлок): poble petit dedicat a l'agricultura i a la indústria. Pertany a un municipi més gran.
- Slobodà (en rus слобода): històricament foren assentaments lliures d'impostos i lleves per diversos motius. El nom avui dia significa 'poble'.
- Khútor (en rus хутор): aldea, vila o mas.
- Potxinok (en rus починок): una nova localitat rural formada per una o diverses famílies. Els potxinoks són establerts per nous pobladors i normalment creixen com a grans pobles quan es desenvolupen.

## Denominacions històriques
- Krépost (en rus крепость): assentament fortificat. Un kremlin és un krépost gran que normalment inclou un castell i està envoltat per un possad. L'ostrog era una forma més primitiva del krépost, que es construïa ràpidament amb materials fàcilment disponibles sense cap palissada.
- Possad (en rus посад): assentament suburbà medieval.
- Mestetxko (en rus местечко): poble petit dels territoris occidentals annexionats a Rússia durant el Repartiment de Polònia, normalment eren de majoria jueva.